# 兼爱乡
兼爱乡，是中华人民共和国广西壮族自治区河池市罗城仫佬族自治县下辖的一个乡镇级行政单位。

## 行政区划
兼爱乡下辖以下地区：
大板社区、镇安村、甘逢村、旦兴村、兼爱村、地龙村、振新村、庆安村、大竹村、顶新村和洞杭村。